# Ispettore Morse
Ispettore Morse (Inspector Morse) è una serie televisiva britannica in 33 episodi trasmessi per la prima volta nel corso di 12 stagioni dal 1987 al 2000. La serie è basata sul personaggio dell'ispettore Morse dei romanzi di Colin Dexter (che compare in diversi camei) ambientata negli anni '60 e comprende 33 episodi trasmessi nel corso di 14 anni. Le ultime stagioni sono composte da un solo episodio della durata di circa 100 minuti.

## Personaggi
- ispettore capo Morse (33 episodi, 1987-2000), interpretato da	John Thaw.
- detective sergente Lewis (32 episodi, 1987-2000), interpretato da	Kevin Whately.
- sovrintendente capo Strange (22 episodi, 1987-2000), interpretato da	James Grout.
- Max DeBryn, patologo (7 episodi, 1987-1988), interpretato da	Peter Woodthorpe.
- dottoressa Laura Hobson (5 episodi, 1995-2000), interpretata da	Clare Holman.
- WPC (5 episodi, 1988-1992), interpretato da	Liz Kettle.
- dottor Grayling Russell, patologo (4 episodi, 1989), interpretato da	Amanda Hillwood.
- Val Lewis (4 episodi, 1987-1991), interpretato da	Maureen Bennett.

## Produzione
La serie, ideata da Colin Dexter e Tony Warren, fu prodotta da Zenith Entertainment, Central Independent Television, Carlton UK Productions e WGBH e girata in Inghilterra e nel Galles.

### Registi
Tra i registi della serie sono accreditati:
- John Madden (4 episodi, 1990-1995)
- Peter Hammond (3 episodi, 1987-1990)
- Herbert Wise (3 episodi, 1989-1996)
- Adrian Shergold (3 episodi, 1991-1992)
- Alastair Reid (2 episodi, 1987)
- Danny Boyle (2 episodi, 1990-1992)
- Colin Gregg (2 episodi, 1991-1992)

### Prequel
La serie ha un prequel, prodotto successivamente, Il giovane ispettore Morse tratto sempre dai romanzi di Colin Dexter.

## Distribuzione
La serie fu trasmessa in Gran Bretagna dal 1987 al 2000 sulla rete televisiva Independent Television. In Italia è stata trasmessa su Hallmark Channel dal 2006 con il titolo Ispettore Morse.
Alcune delle uscite internazionali sono state:
- nel Regno Unito il 6 gennaio 1987 (Inspector Morse)
- in Svezia il 21 novembre 1987
- negli Stati Uniti il 4 febbraio 1988
- in Francia (Inspecteur Morse)
- in Danimarca (Inspector Morse)
- in Norvegia (Inspektør Morse)
- in Italia (Ispettore Morse o L'ispettore Morse )
- in Finlandia (Komisario Morse o Ylikomisario Morse)

## Musica
Il tema e la musica di scena per la serie sono stati scritti da Barrington Pheloung e hanno utilizzato un motivo basato sul codice Morse per "M.O.R.S.E.": (--/---/.-./.../.). Da rilevare che lo stesso tema musicale verrà utilizzato anche per il prequel Il giovane ispettore Morse.

## Curiosità
La vettura utilizzata da Morse è una Jaguar Mark II, colore Imperial Maroon
.

## Episodi
| Stagione            | Episodi | Prima TV UK |
| ------------------- | ------- | ----------- |
| Prima stagione      | 3       | 1987        |
| Seconda stagione    | 4       | 1987-1988   |
| Terza stagione      | 4       | 1989        |
| Quarta stagione     | 4       | 1990        |
| Quinta stagione     | 5       | 1991        |
| Sesta stagione      | 5       | 1992        |
| Settima stagione    | 3       | 1993        |
| Ottava stagione     | 1       | 1995        |
| Nona stagione       | 1       | 1996        |
| Decima stagione     | 1       | 1997        |
| Undicesima stagione | 1       | 1998        |
| Dodicesima stagione | 1       | 2000        |